# 古斯里 (印第安納州)
古斯里（英語：Guthrie）是位於美國印地安納州勞倫斯縣的一個非建制地區。該地的面積和人口皆未知。